# Neoperla ussurica
Neoperla ussurica är en bäcksländeart som beskrevs av Ignac Sivec och Zhiltzova 1996. Neoperla ussurica ingår i släktet Neoperla och familjen jättebäcksländor. Inga underarter finns listade i Catalogue of Life.